# بوجة
قرية بوجة هي إحدى القرى التابعة لمركز سمالوط بمحافظة المنيا في جمهورية مصر العربية. حسب إحصاءات سنة 2006، بلغ إجمالي السكان في بوجة 2985 نسمة، منهم 1522 رجلا و1463 امرأة.